# Garbów (Lubsza)

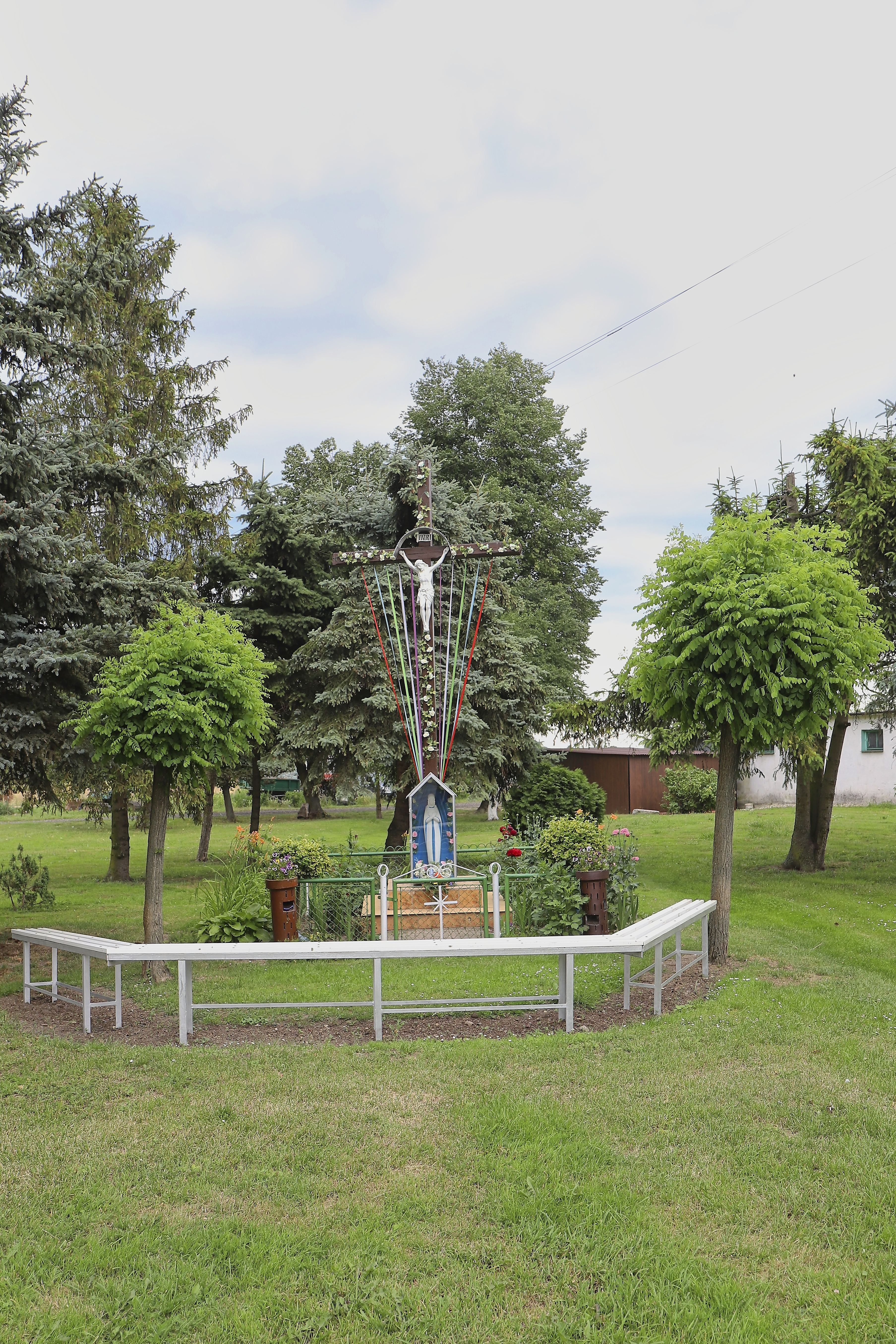
Wegkreuz in Garbów

Garbów (deutsch Garbendorf) ist ein Dorf in Niederschlesien. Der Ort liegt in der Gmina Lubsza im Powiat Brzeski in der polnischen Woiwodschaft Opole.

## Geographie

### Geographische Lage
Das Straßendorf Garbów liegt rund sechs Kilometer südwestlich vom Gemeindesitz Lubsza (Leubusch), ca. vier Kilometer nördlich der Kreisstadt Brzeg (Brieg) und rund 50 Kilometer nordwestlich der Woiwodschaftshauptstadt Opole. Der Ort liegt in der Nizina Śląska (Schlesische Tiefebene) innerhalb der Równina Oleśnicka (Oelser Ebene). Das Dorf liegt am rechten Ufer der Oder.

### Nachbarorte
Nachbarorte von Garbów sind im Osten Michałowice (Michelwitz) und Pisarzowice (Schreibendorf).

## Geschichte
Die Ortschaft Garbendorf war ursprünglich ein Gutsbezirk. Im 15. Jahrhundert wird erstmals ein Vorwerk Garbenhof erwähnt, welches zu Michelwitz gehörte. Nach dem Ersten Schlesischen Krieg 1742 fiel Garbendorf zusammen mit dem größten Teil Schlesiens an Preußen. 
Nach der Neugliederung Preußens gehörte der Gutsbezirk Garbendorf ab 1815 zur Provinz Schlesien und war ab 1816 dem Landkreis Brieg eingegliedert, mit dem es bis 1945 verbunden blieb. 1874 wurde der Amtsbezirk Michelwitz gegründet, welcher die Landgemeinden Louisenthal und Schreibendorf und die Gutsbezirke Garbendorf, Louisenthal und Michelwitz umfasste. Ab 1883 gehörte das Gut Garbendorf zur  Familie von Löbbecke. Zunächst war der preuß. Leutnant a. D. Franz von Löbbecke (1832–1918) der Gutsbesitzer, verheiratet mit Eva Schneider (1850–1910), dann im Minorat deren jüngster Sohn Oskar von Löbbecke (1873–1936) samt Familie. Seine erste Ehefrau wurde Berta Walter, seine zweite Ehefrau Käthe von Stutterheim. Aus der letztgenannten Beziehung stammte der Gutserbe Friedrich-Eduard von Löbbecke. Seine Familie lebte später in Bayern und Hessen.
Am 30. September 1928 wurde der Gutsbezirk Garbendorf als ehemals juristisch eigenständiger Bereich in die Landgemeinde Michelwitz eingemeindet. An den Besitzverhältnissen änderte sich bis zu den Enteignungen nichts. Bis 1945 befand sich der Ort im Landkreis Brieg.
Als Folge des Zweiten Weltkriegs fiel Garbendorf wie fast ganz Schlesien 1945 an Polen, wurde in Garbów umbenannt und der Woiwodschaft Breslau angegliedert. Die deutsche Bevölkerung wurde, soweit sie nicht vorher geflohen war, weitgehend vertrieben. Die neu angesiedelten Bewohner waren zum Teil Heimatvertriebene aus Ostpolen. 1950 kam der Ort zur Woiwodschaft Opole. 1999 kam der Ort zum Powiat Opolski.

## Sehenswürdigkeiten
- Das Schloss Garbendorf (poln. Dwór Garbów ) wurde im 19. Jahrhundert im klassizistischen Stil errichtet.[4]